# Joseph-Élie Méric
Pour les articles homonymes, voir Méric.
Joseph Élie Méric (né le 4 octobre 1838 et mort à Honfleur (Calvados) le 16 octobre 1905) est un ecclésiastique français, docteur en théologie, philosophie et lettres, et professeur à la Sorbonne, né à Hesdin (Pas-de-Calais).

## Biographie
Il est président démissionnaire de la Société des Recherches Psychiques, fondée par Ferdinand Brettes ; sa démission a fait le sujet d'une brochure publiée sous le pseudonyme « Homo Oratorien ».
En 1898 il crée, en opposition à Brettes, l'Académie des sciences psychiques et devient directeur de sa Revue du monde invisible, qu'il publie pendant dix ans (1898-1908).
Il est chanoine de Lorette, chanoine d'honneur de Toulouse, d'Albi, etc. Il est fait prélat de Sa Sainteté en 1894, protonotaire le 23 mars 1897. Il est officier de l'Instruction publique.

## Publications
- Raison et Foi, Jules Bonaventure, 1869, lire en ligne sur Gallica
- La Morale et l'Athéisme contemporain, Albanel et Baltenweek, 1875
- L'autre vie, Palmé (Paris), 1881
- Le Clergé sous l'Ancien Régime, Joseph-Élie Méric, 1890
- Le Clergé et les temps nouveaux, Victor Lecofre, 1892, lire en ligne sur Gallica
- Histoire de M. Emery et de l'Église de France pendant la Révolution, Poussielgue, 1895

## Armoiries
Il porte : tranché : d'azur à 3 étoiles d'argent 2 et 1 et de gueules à la croix latine pommetée d'or, à la bande d'or sur la partition. Devises : Fides quaerens intellectum. Cunctis post habitis maluit esse latens.